# Sparrmannia werneri
Sparrmannia werneri är en skalbaggsart som beskrevs av Marc Lacroix 2004. Sparrmannia werneri ingår i släktet Sparrmannia och familjen Melolonthidae. Inga underarter finns listade i Catalogue of Life.